# عباسقلی معتمدالدوله جوانشیر
عباسقلی معتمدالدولهٔ جوانشیر از دولتمردان دورهٔ قاجار بود. او پسر ابوالفتح خان جوانشیر و نوادهٔ ابراهیم خلیل جوانشیر (خان قره‌باغ در دوران فتحعلی‌شاه قاجار) بود. او در دورهٔ محمدشاه قاجار حاکم کاشان و سپس حاکم کرمان شد. در دوران ناصرالدین‌شاه به مدت ده سال حاکم اردبیل بود و پس از عزل میرزا آقاخان نوری که ناصرالدین‌شاه تصمیم به ایجاد کابینهٔ وزرا گرفت، وزیر عدلیه شد و تا سال ۱۲۷۸ ه‍.ق در این مقام بود.

## نخستین وزیر دادگستری ایران
ناصرالدین‌شاه که پس از مرگ امیرکبیر بر مرگ او مکرر تاسف می‌خورد، برای تبدیل ساختار سیاسی حکومت از شیوه سنتی-ایلی به یک نظام حقوقی سازمان یافته قانونمند کوشش‌هایی کرد و ضمن سعی در تدوین قوانین جدید و تأسیس نهادهای اداری تازه، به احیای اصل تمرکزگرایی در امر دادرسی عرفی از یک سوی و تصفیهٔ قضات نامناسب از سوی دیگر پرداخت. مهم‌ترین تغییر ساختاری، حذف مقام «صدرات اعظمی» بود. شاه پس از عزل میرزا آقاخان نوری در ۱۲۷۵ ه‍.ق از صدارت، به راهنمایی یک تن از ایرانیان تحصیل‌کرده در انگلستان به نام جعفر مشیرالدوله ملقب به مهندس‌باشی، یک دارالشورای دولتی تأسیس کرد که به اصطلاح هیئت وزیران او باشد. از شش وزیر یکی در رأس وزارت عدلیه قرار گرفت. عباسقلی خان معتمدالدولهٔ جوانشیر نخستین وزیر دادگستری ایران بود.
دیگر وزارت‌خانه‌ها عبارت بودند از: خارجه، جنگ، مالیه، داخله و وظایف.
در سال ۱۸۵۸، عباسقلی‌خان لقب «معتمدالدوله» را دریافت کرد و از سوی ناصرالدین‌شاه به عنوان اولین وزیر دادگستری ایران منصوب شد. او این سمت را تا زمان مرگش در سال ۱۸۶۱ بر عهده داشت. سید علی آل داود، مورخ مدرن ایرانی، عباسقلی‌خان را «یکی از چهره‌های سرشناس و برجسته دوران سلطنت ناصرالدین‌شاه» توصیف کرده است. علاوه بر دو پرتره اثر صنیع‌الملک، تصویری از عباسقلی‌خان نیز در تالار نظامیه کاخ گلستان به تصویر کشیده شده است.